# 奥洛他定
盐酸奥洛他定（英語：Olopatadine）由東京的協和發酵工業株式會社研制，具有广泛的药物作用，如组織胺H1受体拮抗剂作用，化学介质抑制作用，速激肽释放抑制作用和嗜酸粒细胞浸润抑制作用。适用于过敏性鼻炎、荨麻疹和皮肤病引起的痒。在協和發酵工業株式會社的授权下，爱尔康製藥研制了盐酸奥洛他定眼藥水，药物商品名為帕坦洛（Patanol），无色至微黄色澄明液体，是一种选择性H1组胺受体拮抗剂和肥大细胞稳定剂,用于治疗过敏性结膜炎也称眼部过敏。每毫升帕坦洛含1.11mg盐酸奥洛他定（相当于1mg奥洛他定）。

## 化学特性
奥洛他定对α肾上腺素受体、多巴胺受体、蕈毒鹼Ⅰ型和Ⅱ型受体及5-羟色胺受体没有作用。以500mg／公斤／日和200mg／公斤／日的剂量分别给小鼠和大鼠口服奥洛他定，未引起癌变。按每滴40 μl算，这些剂量比最大的人眼推荐用量大78，125和31，250倍。在体外进行的细菌逆转突变试验，体外哺乳动物染色体畸变测试或小鼠微核试验等未观察到诱发突变的可能性。给雄和雌的大鼠口服最大人眼推荐用量的62，500倍剂量的奥洛他定后，生育指数稍有下降且受孕率下降；口服最大人眼推荐用量的7，800倍时未发现影响生育功能。
只有极少量奥洛他定进入人类全身循环。报告显示用0.1%奥洛他定滴眼液后头痛的发生率为7%。眼部和非眼部的不良反应报告显示发生率小于5%:眼部：烧灼或刺痛感，眼干，异物感，充血，角膜炎，眼睑水肿和瘙痒。非眼部：乏力，感冒综合证，咽炎，鼻炎，鼻窦炎及味觉倒错。

## 实验
在体外，盐酸奥洛他定能够以浓度依赖方式抑制人结膜肥大细胞释放TNF-α，同样也能抑制结膜上皮细胞释放白介素－6和白介素-8。奥洛他定对第一型过敏的疗效也在体内经过了验证。给豚鼠结膜囊滴抗卵清蛋白（OVA）血清进行被动致敏，然后眼内滴盐酸奥洛他定。用药后30分钟，静脉注射含OVA的溶液和Evans兰评价其对被动过敏反应的疗效。结果，0.001%－0.1% 的盐酸奥洛他定显现出剂量依赖的抑制效应。50%有效剂量 (ED50)为0.0067%。另外，在用抗OVA血清致敏后，用抗原诱导豚鼠被动过敏反应，在诱导反应前30分钟眼部滴用0.001%－1.0%盐酸奥洛他定可以显著抑制被动过敏反应 (ED50: 0.017%)。盐酸奥洛他定对组胺诱导的豚鼠结膜血管通透性增强的有效浓度范围在0.00001% 到1.0%。盐酸奥洛他定以浓度依赖方式抑制反应。 用生理盐水滴眼作为对照，0.1%奥洛他定组在24小时内有显著的抑制作用。
盐酸奥洛他定是很有前景的双效药物，它具有选择性和持续的组胺H1受体拮抗剂和肥大细胞稳定的作用。

## 注意事项
对该产品中的任何成分过敏者禁用。奥洛他定滴眼液只限眼局部滴用，不能注射。配戴角膜接触镜的患者，使用0.1%奥洛他定滴眼液时，请勿配戴角膜接触镜。口服此药的哺乳期大鼠的奶中发现含有奥洛他定，故不建議哺乳期婦女使用，另外尚未确定3岁以下儿童使用本品的安全性和有效性。